# Det Internationale Roforbund
Fédération Internationale des Sociétés d'Aviron (FISA) er det Det Internationale Roforbund der er det organiserende forbund for international roning. Dets nuværende præsident er Jean-Christophe Rolland, der efterfulgte Denis Oswald ved en ceremoni i Luzern i juli 2014.
Organisationen står bag konkurrencer som World Cup i Roning og Verdensmesterskaberne i roning og lignende konkurrencer.
| Sport | Spire Denne artikel om sport er en spire som bør udbygges. Du er velkommen til at hjælpe Wikipedia ved at udvide den. |

46°31′N 6°37′Ø / 46.52°N 6.61°Ø